# 扎费拉纳-埃特内阿
扎费拉纳-埃特内阿（義大利語：Zafferana Etnea），是意大利西西里大区卡塔尼亞廣域市的一个市镇。总面积76平方公里，人口9286人，人口密度122.2人/平方公里（2009年）。ISTAT代码为087055。